# Plebiscyt w Sopronie

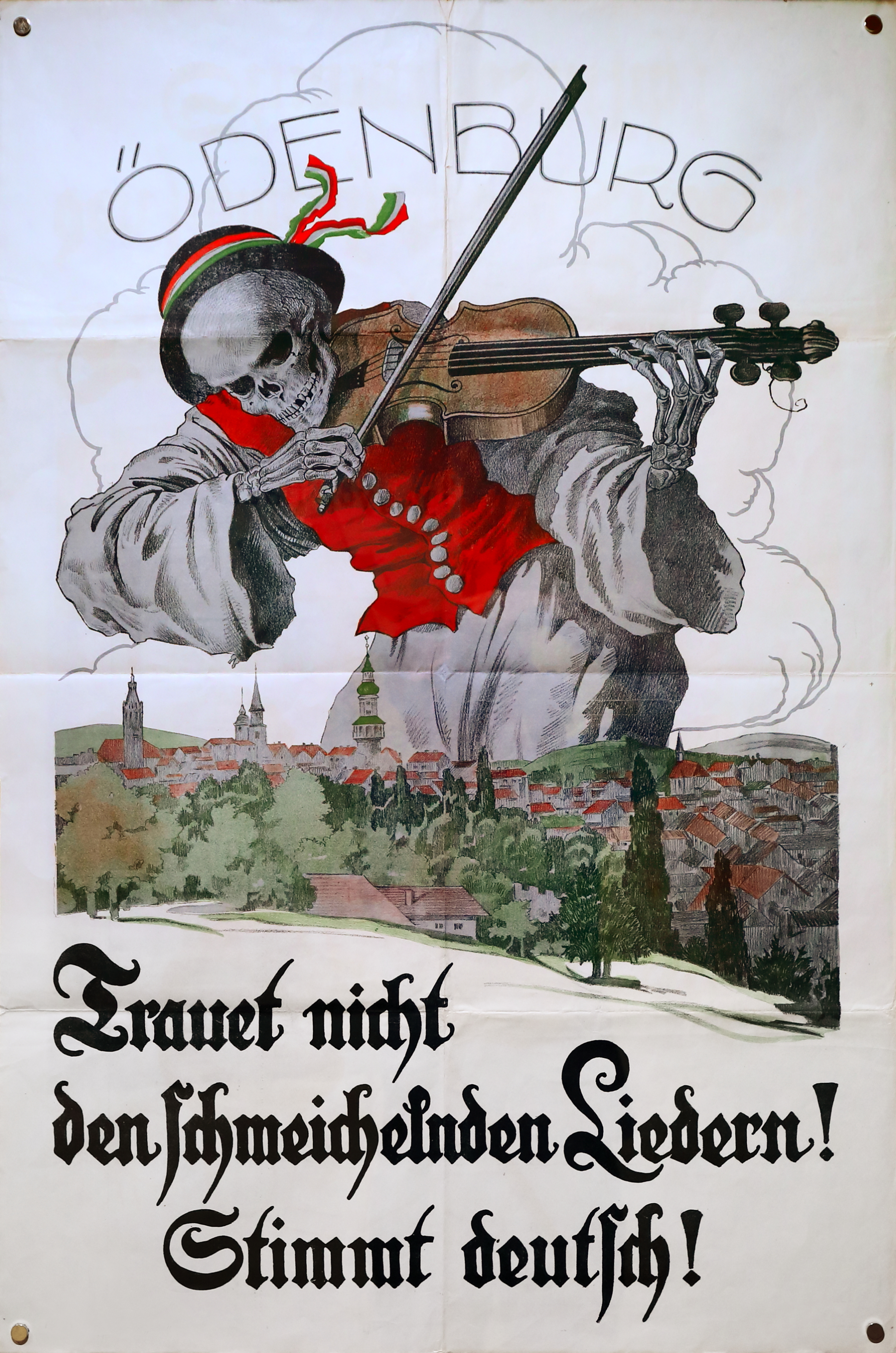
Plakat propagandowy z okresu plebiscytu

Plebiscyt w Sopronie – plebiscyt terytorialny przeprowadzony w dniach 14–16 grudnia 1921 roku na pograniczu węgiersko-austriackim, w mieście Sopron (niem. Ödenburg) oraz jego najbliższych okolicach. Większość głosów (65,1%) otrzymała opcja węgierska, w związku z czym 1 stycznia 1922 roku Rada Ambasadorów zadecydowała o pozostawieniu obszaru objętego plebiscytem na Węgrzech. 20 lutego 1922 roku Austria uznała tę decyzję.
Plebiscyt był konsekwencją niekorzystnego dla Węgrów traktatu w Trianon, zgodnie z którym sporny teren Burgenlandu przypadł Austrii. Do objęcia tego terenu przez austriacką administrację jednak nie doszło. Na spornym terenie wybuchło zbrojne powstanie, w wyniku którego 4 października 1921 roku niepodległość proklamował, nieuznany na arenie międzynarodowej, Palatynat Litawski. Po mediacji Włoch ostatecznie niemal cały Burgenland przypadł Austrii. Jedynym ustępstwem na rzecz Węgrów było przeprowadzenie plebiscytu w największym ośrodku regionu, Sopronie i jego okolicach.
Granica węgiersko-austriacka ustalona po plebiscycie okazała się trwała i do dziś Sopron wraz z okolicami objętymi plebiscytem pozostaje na Węgrzech, zaś pozostała część Burgenlandu należy do Austrii tworząc osobny kraj związkowy.

## Wyniki plebiscytu
Szczegółowe wyniki plebiscytu:
| Okręg                   | Uprawnionych do głosowania | Oddanych głosów | Głosy nieważne | za Austrią | [%]  | za Węgrami | [%]  |
| ----------------------- | -------------------------- | --------------- | -------------- | ---------- | ---- | ---------- | ---- |
| Sopron / Brennbergbánya | 18 994                     | 17 298          | 351            | 4620       | 27,2 | 12 327     | 72,8 |
| Ágfalva                 | 1148                       | 848             | 18             | 682        | 82,2 | 148        | 17,8 |
| Harka                   | 668                        | 581             | 9              | 517        | 90,4 | 55         | 9,6  |
| Fertőboz                | 349                        | 342             | 11             | 74         | 22,3 | 257        | 77,7 |
| Kópháza                 | 948                        | 813             | 30             | 243        | 30,0 | 550        | 70,0 |
| Fertőrákos              | 1525                       | 1370            | 33             | 812        | 60,7 | 525        | 39,3 |
| Sopronbánfalva          | 1538                       | 1177            | 35             | 925        | 81,0 | 217        | 19,0 |
| Balf                    | 668                        | 595             | 17             | 349        | 60,4 | 229        | 39,6 |
| Nagycenk                | 1041                       | 1039            | 8              | 5          | 0,5  | 1026       | 99,5 |
| Razem                   | 26 879                     | 24 063          | 512            | 8227       | 34,9 | 15 334     | 65,1 |

W pięciu miejscowościach: Fertőrákos (niem. Kroisbach), Ágfalva (niem. Agendorf), Balf (niem. Wolfs), Harka (niem. Harkau) i Sopronbánfalva (niem. Wandorf) głosowano za Austrią, jednak zostały one wraz z całym terenem plebiscytowym przyłączone na powrót do Węgier.